# Scinax ruber
Scinax ruber är en groddjursart som först beskrevs av Laurenti 1768.  Scinax ruber ingår i släktet Scinax och familjen lövgrodor. IUCN kategoriserar arten globalt som livskraftig. Inga underarter finns listade i Catalogue of Life.